# Lettre de naturalité
Une lettre de naturalité est, en droit sous l'Ancien Régime, une lettre patente par laquelle le roi admet un étranger au nombre de ses sujets.
La succession des biens des étrangers ou aubains (d'un autre ban) situés sur le territoire du royaume, étaient considérés comme des épaves et revenaient à la couronne en vertu du droit d'aubaine. Le fait de ne plus être étranger, mais régnicole, et donc de pouvoir se prévaloir des dispositions successorales d'une coutume, permettait aux héritiers d'entrer en possessions des biens.

## En France

### Que signifie être étranger sous l'Ancien Régime?
L’étranger se distingue sous l’Ancien Régime, du « naturel français », par sa naissance hors royaume. À cette époque, le droit du sol est la condition nécessaire pour être reconnu français dès sa naissance. À travers cette définition, il faut comprendre qu’une personne, étant née de parents étrangers dans le royaume de France ou dans les territoires sous domination royale, est considérée comme française. En revanche, une personne, née de parents français, dans un autre pays, ne peut prétendre à la qualité de français. Il existe deux sortes d’étrangers sous l’Ancien Régime : celui qui n’est que de passage, même s’il peut rester plusieurs années dans le royaume (affaires, études), et celui qui décide de se fixer et de finir ses jours en France. 
Le statut d’étranger impose un certain nombre de contraintes et fait de l’étranger un aubain. Laurent Bouchel, juriste du début du XVIIe siècle, dit à ce propos : « le droit d’aubaine a été introduit en France […] pour avoir connaissance de celui qui est né au Royaume ; et de celui qui n’en est pas né, toutefois y est venu demeurer, et pour mettre différence entre l’un et l’autre ». L’aubain est marqué sur le plan juridique par l’impossibilité de transmettre ses biens à ses héritiers. 
Le seul moyen pour lui de pouvoir échapper à ces contraintes est d’accéder à la naturalité française.

### Historique
Les premières lettres de naturalité apparaissent au XIVe siècle, parfois sous le nom de « lettres de bourgeoisie ». Le mot « naturalisation » est attesté à partir de 1566. Il semble qu'il y ait un pic de demandes vers le milieu du XVIIIe siècle, avec une baisse sensible à la veille de la Révolution, sûrement due au fait que le roi multiplia les exemptions de droit d'aubaine.

### Forme et procédure
Il faut distinguer la lettre de naturalité proprement dite, scellée en forme de charte (cire verte sur lacs de soie rouge et verte), et la lettre de déclaration de naturalité (scellée de cire jaune sur double queue). Tandis que la première donne à un étranger le statut de régnicole, la seconde n'est en fait que la reconnaissance de la qualité de régnicole du demandeur et ne change pas son statut. Cette seconde forme a été utilisée pour les personnes originaires de territoires qui faisaient antérieurement partie du royaume et apparaît en 1526 au bénéfice de Flamands après la perte de la Flandre confirmée par la paix de Cambrai ; par la suite, on l'a utilisée pour des Français nés hors du royaume qui revenaient en France.
Le postulant devait adresser une requête à la chancellerie royale. S'il respectait correctement la procédure, il était exceptionnel que la naturalisation soit refusée, même pour des demandeurs non catholiques.
Après l'obtention des lettres, le bénéficiaire disposait d'un délai d'un an pour les faire vérifier par la Chambre des comptes et enregistrer par la Chambre du Trésor, sinon elles étaient caduques. Il les faisait, s'il le souhaitait, enregistrer par d'autres cours (parlements, bailliages et sénéchaussées), mais ce n'était pas obligatoire.
Cette procédure avait un coût pour l'intéressé, que Peter Sahlins évalue, pour l'ensemble des opérations, à plus de 350 livres au milieu du XVIIIe siècle, « soit trois ans de salaire d'un bon ouvrier à Paris ».
L'équivalent actuel des lettres patentes de naturalisation sont les décrets de naturalisation pris en Conseil d'État.

## En Bourgogne auXVIIesiècle
On comptabilise cent trente lettres de naturalité, dont quarante-trois ont été émises sous le règne de Louis XIII et quatre-vingt-sept sous le règne de Louis XIV. La première lettre répertoriée date de 1610 et la dernière de 1714.

### Origines géographiques des naturalisés auXVIIesiècle
La population originaire du comté de Bourgogne est prépondérante dans la province de Bourgogne, de parts sa proximité géographique et les liens étroits qu’entretiennent ces deux régions depuis plusieurs siècles. Les Savoyards et les Lorrains sont réciproquement les deuxièmes et les troisièmes peuples ayant immigré en Bourgogne et s’y étant faits naturaliser. Ces populations venaient aussi de régions plus lointaines, voire très lointaines : Angleterre, Flandre, Luxembourg, Allemagne, Prusse et Suède pour les régions au Nord de l’Europe ; de la péninsule italiennes et du comté de Nice pour les régions méditerranéennes ; des cantons suisses, de Bohême, pour les régions situées à l’est de la Bourgogne.

### Raisons de la présence d'étranger dans la province de Bourgogne auXVIIesiècle
Les guerres qui sévissent tout au long du XVIIe siècle entraînent la fuite des populations dans certaines régions, comme la Lorraine, le comté de Bourgogne ou encore l’Allemagne et attirent des soldats étrangers en France pour servir l’armée royale. Les marchands étaient souvent sur les routes, afin de développer leur commerce et leur présence en Bourgogne peut s’expliquer par le fait que c’est une région où se déroulaient encore de grandes foires au XVIIe siècle, notamment à Dijon et Chalon-sur-Saône. De plus, marchands, artisans, entrepreneurs sont attirés sur le sol français du fait que la politique économique du royaume leur est favorable.

### Sources aux Archives de Côte-d'or à Dijon
Pour les lettres de naturalité enregistrées sous les règnes de Louis XIII et Louis XIV, elles se trouvent dans les archives de la Chambre des Comptes (série B) et du Bureau des Finances (série C).